# رینالدو سانتانا دوس سانتوس
رینالدو سانتانا دوس سانتوس (به پرتغالی: Rinaldo Santana dos Santos) مهاجم اهل برزیل است که در شهر Rio Piracicaba-میناس گرایس و در تاریخ ۲۴ اوت ۱۹۷۵ به دنیا آمده‌است.
رینالدو سانتانا دوس سانتوس در تیم‌های فوتبال América-MG، اتلتیکو مینیرو، Atlético-PR، Paraná، São Caetano، Guarani، Fortaleza، سئول، Sport، Fortaleza، Goiás، Fortaleza، América-RN، Fortaleza، Uberlândia، Marília، Guarany de Sobral سابقهٔ حضور دارد.